# Galina Dzhunkovskaya
Galina Ivanovna Dzhunkovskaya (em russo:  Галина Ивановна Джунковская) foi uma navegadora da Força Aérea Soviética durante a Segunda Guerra Mundial. Ela foi homenageada com o título de Heroína da União Soviética no dia 18 de agosto de 1945.